# أخلاقيات الاتصال في الأعمال
تشير موضوعات أخلاقيات الاتصال في الأعمال (بالإنجليزية: Ethics in business communication)‏ إلى الطريقة التي يتبادل بها الأفراد أو المجموعات المعلومات بينهم. فخلال عملية التواصل، يحاول المتحدثون الفعالون إيصال أفكارهم ونواياهم وأهدافهم بشكل واضح ودقيق للمتلقي. ويكون التواصل فعالاً فقط عندما يفهم المرسل والمتلقي نفس المعلومات. وفي عالم الأعمال المعاصر، تُعد مهارات التواصل الفعال ضرورية بسبب العصر الذي يتميز بالمعلوماتية والتكنولوجيا، ممّا جعل تبادل المعلومات بين الأطراف أمراً سهلاً ويسيراً.
على الرغم من السياق، فإن التواصل يتعلق بالاختيار، ويعكس القيم، وله عواقب. ولتحقيق تواصل أفضل، من الضروري فهم القضايا الواضحة والدقيقة المتعلقة بالتواصل. إذ يجب على أي شركة تهدف إلى أن تكون اجتماعية وأخلاقية المسؤولية، أن تجعل من اخلاقيات التواصل [الإنجليزية] أولوية لديها وفي تفاعلاتها مع الجمهور. ومن الناحية النظرية، يفضل العديد من المستهلكين التعامل مع الشركات التي يرونها أخلاقية، ممّا يمنح تلك الشركات الأخلاقية ميزة في السوق.

## ملخص
نناقش أدناه بعض الخصائص الحيوية للتواصل الأخلاقي.
- نقل الفكرة دون الإساءة للجمهور:[2]

عند التواصل مع الجمهور، فإن التعبير عن الرسالة المرغوبة لهم بطريقة معنوية هو من الأهمية البالغة. يمكن أن تحدث مهارات الحوار القوية فرقًا كبيرًا في مكان العمل. فمن المهم معرفة كيفية إجراء محادثة مستمعة وودية، حيث ستمنحك ذلك المزيد من الثقة وتساعدك على بناء علاقات أفضل. ومع تحسين مهاراتك، ستصبح مستمعًا أكثر تفكيرًا، وتعطي ردود أفضل، وتتعلم كيفية التعامل مع الأخطاء الشائعة. على سبيل المثال، يمكن طلب من الموظفين في الشركة زيادة كفاءتهم بطريقة مطلوبة، في حين سيشعر المديرين والمسؤولين بالإساءة إذا استخدمت نفس النبرة معهم. وهناك طرق مختلفة لشرح الأمور بشكل أكثر سلاسة لهم.
- حافظ على العلاقة مع الجمهور:

الحفاظ على نفس الإيقاع مع الجمهور أمر مهم للغاية بالنسبة للمتحدث لضمان شعور الجمهور بالراحة. فالمتحدثون ذوو الخبرة يبنون على الفور علاقة تستند إلى الثقة مع الجمهور بمجرد أن يبدؤوا في التحدث. وبمجرد مشاركة الجمهور، يمكن طرح أسئلة ذات صلة لإعطائهم فرصًا إضافية للتعبير عن أنفسهم. كن شغوفًا بالجمهور! على سبيل المثال، إذا كانوا يتحدثون عن عرض تقديمي صعب قدموه للتو، فاسألهم كيف شعروا عندما انتهوا منه.
- تجنب حجب المعلومات المهمة:

في العصر الحديث، تعتبر المعلومات حيوية لاتخاذ القرارات. لذلك، من الضروري على أي منظمة أن تكون حذرة عند التواصل مع الجمهور. يجب أن تكون المعلومات ذات صلة مطلقة، ويجب أن تمرر جميع المعلومات الحاسمة بشكل مناسب. وإخفاء المعلومات الحاسمة بشكل متعمد قد يؤدي إلى اكتساب الجمهور لصورة سيئة عن المنظمة.
- نظام قيم منظم جيدًا:

لضمان تطبيق هذا المفهوم بنجاح وفهمه في المؤسسة، يجب إنشاء نظام قيم مرتب ومنظم في جميع أنحاء المؤسسة من قبل الإدارة العليا. إذا نفذ عمل المؤسسة على أساس نظام قيم مشترك بين الإدارة العليا والموظفين، فسيتواجد الاحترام المتبادل بينهما. ويمكن لنظام القيم الصحي والسليم أن يمهد الطريق للتواصل الأخلاقي.
- دقة المعلومات ضرورية:

يجب أن تكون جميع المعلومات التي تمرر صحيحة ودقيقة. فالتواصل دون التحقق من صحة المعلومات يمكن أن يكون خطيرًا للغاية على المؤسسة. ومن الضروري التعرف على مصدر المعلومات واختبارها قبل نقلها.

## الملخص
عمل المتخصص في التواصل المهني [الإنجليزية] يتمثل في وضع خطط اتصال تهدف إلى استعادة الثقة، ليس فقط في المؤسسة ولكن أيضًا في القادة وجميع الأشخاص الذين يعملون لصالحها، وذلك بتشجيع السلوكيات الأخلاقية عن طريق الكلام وصنع مساحات للتواصل التي تساعد على دعم القيم المؤسسية.
بهذه الطريقة، "سيكون الجميع على اطلاع"، وسيشعر الموظفون بالاحترام وسيعاملون العملاء بنفس الطريقة. كما سيؤدي ذلك إلى توليد المزيد من الولاء من جانب العميل وبالتالي المزيد من الأعمال التجارية. بالإضافة إلى ذلك، فإن الشركة التي تتواصل داخليًا بأخلاقيات ستعكس تلك الصورة على الصعيد التجاري، وستسعى للحفاظ على علاقات جيدة مع الحكومة وأكثر الشركات نجاحًا. وبدون التشتت والآثار السلبية التي يمكن أن تترتب على الجوانب القانونية لتشغيل الأعمال "بشكل غير أخلاقي"، ستكون المؤسسة قادرة على تركيز جهودها على موظفيها ومنتجاتها وعملائها.